# Revigrés

Marca Revigrés

A Revigrés - Indústria de Revestimentos de Grés, Lda. é uma empresa do ramo da cerâmica fundada em 1977. A sua sede é em Águeda e exporta para todo o mundo. É conhecida principalmente pelo longo patrocínio ao Futebol Clube do Porto, que se tornou também um símbolo do clube.

## Ligações
Revigrés